# Der Garten (Film)
Der Garten ist ein 1995 unter der Regie von Martin Šulík in der Slowakei gedrehter Kinofilm. Der Film erhielt Auszeichnungen bei Filmfestspielen in Turin, Bologna, Prag, Wien, Cottbus und Mannheim-Heidelberg. In seiner deutschen Synchronisation läuft der märchenhaft poetische Film seit seiner Erstaufführung in Deutschland am 7. November 1996 immer wieder in deutschen Programmkinos.

## Handlung
Jakub, Mitte 30, ist Lehrer und lebt noch bei seinem Vater. Mit Tereza, einer verheirateten Frau und Kundin seines Vaters hat er eine Liebesaffäre. In den Ferien fährt er aufs Land in das Gartenhaus seines verstorbenen Großvaters. Dort findet Jakob verschlüsselte Tagebücher und vergrabene Schätze seines Großvaters, trifft einen Heiligkeit suchenden Benedikt, der Schafe hütet, einen Citroën 2CV fahrenden Rousseau mit nörgelnder Frau und drei Kindern, einen mit Immobilien handelnden Wittgenstein und schließt Freundschaft mit einer „wundertätigen Jungfrau“ namens Helena. Helena kann sich selbst heilen und beschließt auch Jakub zu heilen. Er beendet seine Affäre mit Tereza, spricht sich mit seinem Vater aus, findet seine innere Ruhe und beschließt auf dem Land zu bleiben.

## Kritik
„Dritter Spielfilm des begabten slowakischen Regisseurs Martin Sulik. Mit sicherer Hand verbindet er die besten Traditionen seines Sprachraums (z.B. die Prosa Bohoumil Hrabals) mit der eigenen Handschrift.“